# Opius pusillus
Opius pusillus är en stekelart som beskrevs av Szepligeti 1913. Opius pusillus ingår i släktet Opius och familjen bracksteklar. Inga underarter finns listade i Catalogue of Life.